# ATRAC
ATRAC（アトラック、Adaptive TRansform Acoustic Coding）は、ソニーが開発したオーディオ非可逆圧縮および可逆圧縮の技術・規格名、および後年開発された関連技術群の総称。いずれも、ソニーグループや、その他家電系メーカーの開発した規格・製品で主に利用される。ミニディスクのコンセプトである、「CDと同等の記録時間を確保」「コンパクトカセットよりも高音質」「コスト面でリーズナブル」「編集・ランダムアクセスが容易な構造」の4点を満たすことを最優先として開発された。

## 呼称について
ソニーはオリジナルATRAC（便宜上ATRAC1と通称される）の後に、関連技術のATRAC2、ATRAC3、ATRAC3plus、およびATRAC Advanced Losslessを開発した。名称や用途が極めて似ているためこれら5種は「ATRAC系コーデック」としてまとめて扱われることが多いが、これらは相互互換性のない別々の規格である。
なお、ATRAC2・ATRAC3などの名称の末尾についている数字はATRACのバージョン番号であると誤解されることがあるが、正しくは名称の一部である。ソニー製ATRAC1コーデックの名称として「ATRAC Ver.○○」が使われるため、前者としばしば混同されるが、ATRAC3はATRACの最新版ではなく、ATRAC Ver.3とATRAC3およびATRAC3plusは全くの別物である。
ソニーは2005年秋より、これらすべての総称をATRACとすることで、規格混乱の収束を図っている。

## ATRAC(1)
ATRACでは、QMF (Quadrature Mirror Filters) とMDCT（変形離散コサイン変換、Modified Discrete Cosine Transform）が利用されている。
エンコード過程においてはまずQMFに2回通され、帯域ごとに3分割される。このうち最初の通過で高音域 (11.025～22.05kHz) が分離され、2回目では残った音域が低音域 (0～5.5125kHz) と中音域 (5.5125～11.025kHz) に分離される。
分離後は、各々の帯域でMDCTが行われる。このMDCTの回数は場合によって変化し、高音域では1サウンドフレームあたり1回もしくは8回、低・中音域においては1回もしくは4回とされている。
このATRACはLSIの進歩に合わせて、Ver.1、Ver.2、Ver.3、Ver.3.5、Ver.4、Ver.4.5、TYPE-Rへとバージョンアップを重ねた。

### ミニディスクにおける利用
ATRACは、音楽用のミニディスク規格で採用された。ステレオ（標準モード）では292kbps、モノラルでは146kbpsのビットレートでデータが記録される。
最初期のMD機器に用いられていたソニー製ATRACコーデック「ATRAC Ver.1」は、当時の技術的制約から、292kbpsという固定された記録ビットレートの中で、その圧縮効率が後続バージョンや同時代の他のコーデック（例：MP3）と比較して十分ではなかった。このため、特に高音域などで音質劣化が感じられることがあり、MDの音質に対する悪印象を定着させてしまった。この「悪印象」は、その後のMDの普及・展開にも大きな影響を及ぼした。
ただし、ATRACは各バージョン間で再生互換性が保たれており、例えば最初期のMD機器でも、後期の「ATRAC TYPE-R」でエンコードされたMDを再生することは可能である。ただし、再生機器のATRACデコーダーやD/Aコンバーターの性能によっては、録音されたATRACの持つ高音質ポテンシャルを最大限に引き出せない場合がある。
なお、データ用MDであるMD-DATAやMD-DATA2でも音声を記録する場合のフォーマットとして使われることがある。

### SDDSにおける利用
ATRACはまた、SCPC社（現Sony Cinema Products Corporation）が開発した映画の音響システムSDDS (Sony Dynamic Digital Sound) でも採用された。
収録は5.1chもしくは7.1chで、合計ビットレートは最大1280kbps。先行規格のドルビーデジタルやdtsより音質の評価は高かったが、設備コストなどが難点となり普及率は低い。現在のところ、劇場再生用しか対応されていない。

## ATRAC2
ATRAC2（アトラック・ツー）は、1994年に発表されたミニディスクの汎用版「MD DATA」の標準音声フォーマットとして採用された技術・規格。詳細は不明だが、オリジナルのATRACよりもTwinVQやAACに近い技術とされる。
MD DATAでは最大4chの録音が可能で、ビットレートは1チャンネルあたり36.5kbpsまたは73kbps。主に演奏録音の用途において、2ch（ステレオ）録音しかできない通常のミニディスクのかわりに利用された。

## ATRAC3 / ATRAC3plus
ATRAC3（アトラック・スリー）は、ATRAC2をベースに開発された技術・規格で、1999年に発表された。
音声は0～2.75625kHz、2.75625～5.5125kHz、5.5125～11.025kHz、11.025～22.05kHzと帯域ごとに4分割される。ビットレートは通常、132kbps、105kbps、66kbpsの3種類が使われる。このうち66kbpsはJoint Stereoを併用することでビットレートの不足を補っている。
ウォークマンに添付されている音楽管理・転送ソフトウェアSonicStage/CONNECT Player/x-アプリの楽曲配信サービスであるmora(モーラ)が、2012年9月までこの方式で楽曲を配信していた（同年10月以降はAACに変更）。
また、ATRAC3plus（アトラック・スリー プラス）はATRAC3をベースに開発された技術・規格で、2002年に発表された。ATRAC3plusではATRAC3で帯域ごとに4分割されていたものを16分割にして特徴の分析精度を高め、多くの非可逆圧縮フォーマットで使用されている整数の符号化においてより多くの置き換えパターンを持つことで圧縮率を高めるといった方法が採用されている。ATRAC3との互換性はないが、発表以後はATRAC3とセットで採用されていることが多い。
ATRAC3plusは登場当初、64kbps、48kbpsの2モードのみが用意され、ATRAC3の基本3モードよりも高圧縮・低音質の用途に振られていた。しかし2004年ごろからは低圧縮・高音質用途向けのモードが追加されるなど、ATRAC3を徐々に置き換えていくかたちがとられている。

### PC上での利用
ATRAC3およびATRAC3plusは、AV機器・設備で内部的に使われることの多かったATRAC、ATRAC2とは違い、PC上でファイルとして利用されることが多い。
初めてATRAC3をサポートした一般向けソフトウェアは、ソニーの「OpenMG Jukebox」である。OpenMG Jukeboxは1999年末に発売されたウォークマンに添付されていた音楽管理・転送ソフトウェアで、ATRAC3でのCDリッピング、PC上のWAV・MP3ファイルのATRAC3変換、およびウォークマンへの転送機能が用意されていた。
これらの機能は、ソニーが後年開発したSonicStageやCONNECT Player、その後継のx-アプリでもサポートされている。また他社からもジャストシステムのBeatJam、ケンウッドのMuliaなど、主にNet MD機器向けに対応ソフトウェアがリリースされている。
ATRAC3plusへ初めて対応したソフトウェアは、バイオの2002年秋モデルにプリインストールされたSonicStage Ver.1.5である。当初は64kbps、48kbpsの2モードに対応し、ATRAC3の3モードよりも高圧縮・低音質の用途に振られていたが、Ver.2.0からは256kbps、Ver.3.2では320kbps、192kbps、160kbps、128kbps、96kbps、Ver.3.4では352kbpsが追加され、ATRAC3 132kbpsよりさらに高音質なモードを含む、幅広い用途をカバーするようになった。
SonicStage Vとx-アプリ(Ver.1.0)ではMP3・WAVなど他のフォーマットからATRACに変換する機能は削除され、CDからの取り込みのみ対応している。BeatJamなどではファイルのATRAC変換も可能である。
ATRAC3ファイルの本来の拡張子は"aa3"だが、OpenMG Audioコンテナに格納した"oma"が利用されることがほとんどである。なお、OpenMGで暗号化した場合の拡張子は"omg"（OpenMGコンテナ）もしくは"oma"となる。"omg"はOpenMG Jukeboxや初期のSonicStageで使われていたが、"oma"登場以降は新たなファイル作成ができなくなり、CONNECT PlayerやSonicStage V、x-アプリでは非対応となった。"oma"はSonicStageバージョン2.1で登場し、初期は暗号化したファイルしか作れなかったが、CONNECT PlayerやSonicStageバージョン3.2以降は暗号化が任意となった。
ギャップレス再生に関しては、LAMEでエンコードしたMP3のように曲ファイルそのものにギャップレス情報を埋め込むわけではないので個別にエンコードしたファイルのギャップレス再生はできないが、所謂擬似ギャップレスには対応しており、CD全体、もしくは何曲かまとめてエンコードすることによってギャップレス再生に対応している。また本来ミニディスク向けフォーマットから発展したためか、ミニディスクと同様のカット編集（分割・結合）がx-アプリなどの対応ソフトウェアで行えるようになっている。

### メモリースティック規格での利用
ATRAC3を採用した最初の携帯音楽プレーヤーは、1999年末に発売されたソニーのメモリースティックウォークマン「NW-MS7」である。この製品は付属ソフトウェアのOpenMG JukeboxによってCDの楽曲やPC上のWAV・MP3ファイルをATRAC3に変換し、本体に挿入したマジックゲート メモリースティック（MGMS）に転送するというかたちがとられていた。
メモリースティック上でのATRAC3/ATRAC3plusの扱いはメモリースティックオーディオとして規格化されているため、別メーカーの別製品に挿入した場合でも原則として再生が可能である。ただしメモリースティック自体に複数のタイプが登場し、またATRAC3plusは遅れて2003年に採用されたことなどから、初期の製品との互換性には一部問題が生じている。
ウォークマン以外の機器でメモリースティック上のATRAC3ファイルを再生できるものには、ソニーのCLIE、SCEのPSP、NTTドコモ・au向けの携帯電話（ソニー・エリクソン・モバイルコミュニケーションズ製、三菱電機製の一部モデル）などがある。また、過去にはシャープからヘッドホン型メモリースティックプレーヤー「e-musee」、ケンウッドやパイオニアからメモリースティックスロット搭載ミニコンポ、アルパインからメモリースティックスロット搭載カーオーディオ・カーナビゲーションなどが販売されていた。

### ミニディスク拡張規格での利用
ミニディスクでは2000年から導入された長時間録音規格「MDLP」において、ATRAC3 132kbpsがLP2モード、ATRAC3 66kbpsがLP4モードとして採用された。この後、翌2001年登場のNet MDではMD・PC間でデータ転送が可能になったため、ネットワークウォークマンなどとのATRAC3データの共有や、音楽配信サービスで購入したATRAC3データの転送・再生も可能になった。
また、2004年に登場した拡張規格「Hi-MD」ではMDLPで規定された2モードのほか、採用が漏れていたATRAC3 105kbps、およびATRAC3plusの256kbps、64kbps、48kbpsが新モードとして追加された。このうち、ATRAC3plus 256kbpsと64kbpsについてはHi-SP、Hi-LPというモード名がつけられた。

### その他の機器における利用
メモリースティックウォークマン発売の翌年である2000年、ソニーは新ブランドとして「ネットワークウォークマン」（2005年からは単に「ウォークマン」となる）を創設し、以後メモリースティックタイプ、内蔵メモリタイプ、ハードディスクドライブタイプを順次ラインナップした。これらネットワークウォークマンはすべてATRAC3に対応している（2007年以降の海外向け機種(型番の頭がNWZ-)を除く）ほか、2003年に発売されたNW-MS70DからはATRAC3plusの再生にも対応した。また、CDウォークマンにはATRAC3/ATRAC3plusファイルが書き込まれたCD-R/RW（ATRAC CD）の再生をサポートする機種が存在する。
このほか、ソニー製機器ではVAIO ミュージッククリップ、VAIO ポケット、NETJUKE、PlayStation Portable、PlayStation 3、PSXなど非ウォークマンブランドのものにも対応例が多い。
また、ハードディスクドライブ搭載カーナビゲーションシステムでは、ソニー、クラリオン、三洋電機、パイオニア、富士通テンが音楽再生機能用に利用している。

### RealAudio 8 with ATRAC3
リアルネットワークスのRealAudioフォーマットでは、RealAudio 8 with ATRAC3としてATRAC3が採用された。暗号化技術のOpenMGも同時に導入され、同社のソフトウェアもネットワークウォークマン等と連携ができるようになった。
ビットレート設定は非常に柔軟で、352kbps、264kbps、176kbps、146kbps、132kbps、105kbps、94kbps、66kbpsなどが利用できる。ただしATRAC3は105kbpsを超える高ビットレート用途を想定して採用されていたため94kbps、66kbpsはオプション扱いで、通常の低ビットレート用途向けには別のコーデックが存在していた。
PC上のファイル作成においては当時のソニー製ソフトウェアと違い暗号化の有無を選択でき、拡張子は暗号化時"rmx"、非暗号化時"rmj"。いずれも、ソニー製ソフトウェアで生成したATRAC3ファイルとの直接的な互換性はないとされている。
なお、RealAudio 10フォーマットではATRAC3のかわりにAACが採用された。

### ユニバーサル・メディア・ディスクでの利用
ユニバーサル・メディア・ディスクでは、ビデオ規格「UMD Video」およびオーディオ規格「UMD Audio」の音声フォーマットとして採用されている。

### かつて行われた音楽配信サービス
日本の以下を始めとする音楽配信サービスで、ATRACによる配信が行われており、全ての音楽配信サイトでmoraのプラットフォームを利用していた。主に使用されていたのはATRAC3の132kbps（moraで配信されている一部の楽曲に限りATRAC3plusの256kbpsも使用）であったが、ORICON STYLEはATRAC3plusを採用していた。なお、moraが2012年10月以降配信フォーマットをDSD・FLACによるハイレゾリューションオーディオとMP3AAC 320kbpsのデジタル著作権管理無しに切り替えたため、2013年1月のAnyMusicのサービス終了をもって、日本国内外から事実上ATRAC及びOpenMG形式を利用した音楽配信サービスが消滅した。

#### サービス一覧
- AnyMusic（2013年1月17日をもって配信終了し2013年1月31日をもって再ダウンロード終了）
- mora（2012年9月30日をもってATRACでの配信終了）
- Kmusic（moraへ統合）
- bitmusic（2007年7月にmoraへ統合）
- @MUSIC（2006年6月にmoraへ統合）
- ORICON STYLE（2006年11月に配信終了）
- Victor Music Download（ビクターエンタテインメントが運営。事実上moraに販売楽曲及び決済を共有化）
- HMV DIGITAL（2010年2月に配信終了）
- Yahoo! ミュージックダウンロード（2012年8月に配信終了）

### レーベルゲートCD
2002年にレーベルゲートとソニー・ミュージックエンタテインメントが開発した「レーベルゲートCD」は、ATRAC3 132kbpsがPC用のデータ形式として採用された。レーベルゲートCDはコピーコントロールCDの一種だが、インターネット経由で認証することでPC上でATRAC3ファイルを再生したり、ATRAC Audio Device・MGメモリースティックに回数制限付きで転送する機能が用意されている。後に認証なしでPC上でATRAC3ファイルを再生できる「レーベルゲートCD2」に置き換えられたが、2004年11月17日発売分以降の音楽タイトルには利用されていない。全タイトルがCD-DAでの再リリースに伴い廃盤となり、認証サービスも2008年3月までに終了した。

### その他
- かつてはATRAC3/ATRAC3plus再生に対応した携帯電話端末はメモリースティックを採用しており、SDメモリーカード採用端末での対応は稀であった。
  - 2005年に京セラが開発したウィルコム向けPHS端末「WX310K」では、miniSDカード上のATRAC/MP3ファイルを再生できる「ミュージックプレイヤー(有償)」機能が用意されている。
  - 2007年11月にソニー・エリクソン・モバイルコミュニケーションズが開発したNTTドコモ向け「SO905i」では、USBデバイスをATRACモードとすることにより、ATRAC/MP3のmicroSD転送に対応している。
  - 2008年からはau（KDDI・沖縄セルラー電話連合）において「SonicStage for LISMO」を展開。対応機器ではATRACのmicroSD転送に対応している。2009年からは「x-アプリ for LISMO」となり、2013年11月まで展開が続けられた。
- 2007年8月、ソニーは北米および欧州市場においてATRAC形式の音楽配信事業（CONNECT Music Store）からの撤退を発表した。これに伴い北米および欧州市場におけるATRACの展開は終了し、以降に発売される携帯音楽プレーヤーはATRAC形式及びSonicStageに非対応（MP3/WMA形式およびD&D転送に対応）となった。その後も日本市場では引き続きATRACの展開を続けているものの、2009年以降は国内向けのウォークマンもD&D転送に対応しているうえ、前述のように音楽配信サービスの順次終了やx-アプリ3.0以降の標準フォーマットがAACになるなど国内でも展開は縮小傾向である。

## ATRAC Advanced Lossless
ATRAC Advanced Lossless（アトラック アドバンスト ロスレス）は2005年9月のA&Vフェスタ2005で発表された、ATRACで唯一の可逆圧縮技術・規格。AALと略されることが多い（この記事内でも以下AALとして表記する）。
ATRAC3もしくはATRAC3plusにより非可逆圧縮したデータ、およびそれと原音との差分を記録した誤差成分データを併せ持つことで無損失での記録を行う。携帯音楽プレーヤーにはAALデータ全体の転送のほか、ATRAC3/ATRAC3plus部分だけを取り出すことで小さなサイズのデータとしての高速転送もできる。一般的なロスレス圧縮では可逆圧縮データを小さなサイズのデータとして転送しようとする場合、再圧縮してから転送する為に転送に時間がかかるほか、可逆圧縮データとは別に非可逆圧縮データを保存する為に転送元機器のデバイス容量がより多く消費されるが、AALでは非可逆圧縮データをファイル内に内包しているので、転送時間やデバイスの消費容量が削減されるという利点がある。
AALの圧縮率は30～80%とされている。一般に可逆圧縮技術は原音の内容に圧縮率が大きく左右されるが、AALはそれに加えて非可逆圧縮データの形式や品質も圧縮率に影響する。
AALは、2005年11月1日に公開されたSonicStage Ver.3.3で初サポートされた。SonicStageでは、ベースとなる非可逆圧縮部分の形式・品質をATRAC3plus（352kbps 256kbps、128kbps、64kbps）、ATRAC3（132kbps）から選択できる。AALデータ全体の転送にはAALに完全対応した機器が必要だが、ATRAC3/ATRAC3plus部分のみの転送は従来機器・AALに対応した機器何れに対しても行える。
ウォークマンAシリーズ（A800シリーズ以降）やSシリーズ（NW-S700F/600シリーズ以降）・X1000シリーズにてAALの再生に対応している。一方ウォークマンの海外モデルのほとんどやPSP・PS3ではロスレス部分の再生に対応していない。
発表された2005年当時、ソニーではAALを利用した音楽配信サービスについても構想していたようであるが、ATRAC形式の音楽配信サービス終了により事実上霧散解消状態となっている。またサンプリング周波数等がCDと同じ規格に固定されており、CDを超える音質での配信・録音の保存などが不可能なため、ソニーグループでもFLAC等ハイレゾフォーマットに対応した可逆圧縮規格にシフトしている。

## 他コーデック形式への変換
かつてはATRACファイルを他の形式に変換することは困難であり、ATRAC非対応のプレーヤーに買い替えた際にそれまでのATRAC資産が活用できない問題を抱えていた。
2006年5月にリリースされたSonicStage CP(Ver.4.x以降)およびx-アプリ(Ver.1.1以降）から、著作権保護されていないATRACファイルであればWAVに変換（再コーデック）できるほか(SonicStage V・x-アプリVer.1.0では不可)、ソニーUSAが配布する専用ツールでMP3に直接変換ができる。
ATRAC形式への変換不対応としたソニーのMedia Go(PlayStation Portable・Xperia・ウォークマン等へのメディアファイル転送ソフト)では、ライブラリに取り込んだATRACファイルの再生と、機器転送時にMP3もしくはAACへ自動変換に対応している。バージョン2.5からは転送時でなくてもFLACやMP3、AACに変換できるようになった。
また、波形編集ソフト「Sound it!」(Ver.5.0以降)でも、MP3・WAV・WMA等との相互変換・保存ができる。ATRACかATRAC3であれば、FFmpegを使っているソフトウェアを使うことで再生や別形式への変換ができる (暗号化されたファイルは0.9以降)。
また、ソニー製オーディオプレーヤー「WALKMAN」音楽管理・転送ソフト「Music Center for PC」は、ATRACデータの AAC / FLAC 変換に対応しており、ライブラリにインポートしてあるデータを変換できる。